# Wethouder Fijenpad
Het Wethouder Fijenpad is een voetpad in Halfweg in de Nederlandse gemeente Haarlemmermeer.
Bij de gedeeltelijke afbraak behorende bij een verkleining van de Onze-Lieve-Vrouw-Geboortekerk (periode 2014-2019) kwam er aan die zijde plek voor enige woningbouw. Er konden drie woningen worden gebouwd, die via het pad alleen bereikbaar zijn voor voetgangers. Het pad werd daarbij vernoemd naar wethouder Ton Fijen van de gemeente Haarlemmerliede en Spaarnwoude, voorloper van gemeente  Haarlemmermeer, maar ook parochielid van genoemde kerk.
De kerk werd in de jaren twintig van de 20e eeuw opgetrokken in de bouwstijl van de Amsterdamse School. Deze stijl werd doorgevoerd in de gebouwde woningen, verdeeld over vier blokjes. Kenmerkend zijn de gebogen daken, rode dakpannen, mengeling van metselverbanden en de prominente aanwezigheid van dakgoten en afdakjes.